# 比利亚马宁
比利亚马宁，是西班牙卡斯蒂利亚-莱昂莱昂省的一个市镇。 总面积176平方公里，2001年普查人口總數為1235人，人口密度為每平方公里7人。